# Jabón de glicerina

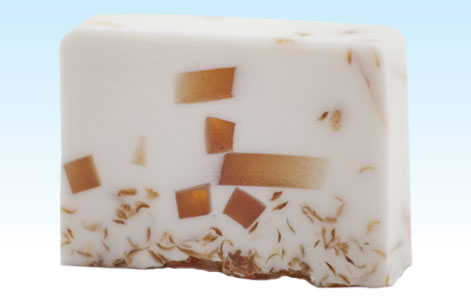
Jabón de glicerina vegetal 100% pura

El jabón de glicerina es un jabón cuya base está constituida de glicerina. Además de la glicerina, se utilizan generalmente colorantes y aromatizantes naturales que le proporcionan color y un olor natural. En general el jabón de glicerina se utiliza para pieles grasas por su carácter específico que tiende a cerrar las glándulas sebáceas. Por su carácter neutro es adecuado para eliminar el acné, espinillas, granos y piel grasa. También ayuda a combatir problemas de sequedad como tirantez, picores y descamación por su poder hidratante.  
El jabón de glicerina, es un excelente producto para tratar la dermatitis y la eczema.  Esta afección cutánea produce una inflamación en las capas superficiales de la piel y da lugar a erosiones, enrojecimiento de la piel, sequedad, picazón, etc. Para poder curarlo, se requiere aplicar productos que ayuden a mantener la piel bien hidratada durante todo el día, que aminoren las molestias y que favorezcan la regeneración de los tejidos dañados de la dermis, tres necesidades que la glicerina puede cubrir

## Característica
En la escala de pH, el jabón de glicerina tiene un valor neutro 7, la piel humana tiene un ph que varía entre 5.5 y 5.9 . Debido a ello este jabón puede eliminar las impurezas de la piel sin resultar agresivo.
La tecnología para la fabricación del jabón de glicerina utiliza como materias primas el sebo, los aceites de coco y el ricino.
Se diferencia de los jabones industriales, cuya mayoría usa grasas animales y en menor medida grasas vegetales. Estas grasas suelen afectar la piel y pueden causar descamación, irritación y piel seca.

## Beneficios
Debido a sus propiedades hidratantes el jabón de glicerina se puede utilizar para combatir y prevenir problemas en la piel tales como:
- Acné
- Psoriasis
- Dermatitis (Eccema)
- Rosácea
- Piel Seca